# NBA 2K1
NBA 2K1 è il secondo capitolo della serie NBA 2K. È stato sviluppato da Visual Concepts e pubblicato da SEGA (come Sega Sports). È stato messo in commercio il 1º novembre 2000 in Nord America per il Dreamcast.